# أريانا دبليو. روزنبلوث
أريانا رايت روزنبلوث (15 سبتمبر 1927-28 ديسمبر 2020) فيزيائية أمريكية ساهمت في تطوير خوارزمية متروبوليس-هاستينغز. كتبت أول تنفيذ كامل لسلسلة ماركوف بطريقة مونتي كارلو.

## حياتها المبكرة والتعليم
وُلدت روزنبلوث في 15 سبتمبر 1927 في هيوستن، تكساس.
التحقت بالجامعة في معهد رايس، جامعة رايس حالياً، حيث حصلت على بكالوريوس العلوم في 1946. خلال أيام دراستها الجامعية، شاركت في منافسات المبارزة بالسلاح وفازت ببطولة تكساس للسيدات في سلاح الشيش وكذلك بطولة هيوستن للرجال. تأهلت للأولمبياد، لكنها لم تتأهل للأولمبياد لأن دورة الألعاب الأولمبية الصيفية لعام 1944 ألغيت بسبب الحرب العالمية الثانية ولم تستطع تحمل تكاليف السفر لحضور دورة ألعاب 1948 في لندن.
في 1947 حصلت على درجة الماجستير في الآداب من كلية رادكليف قبل أن تبدأ الدكتوراه في الفيزياء في جامعة هارفارد تحت إشراف الحائز على جائزة نوبل جون هاسبروك فان فليك. في ذلك الوقت، أشرف فان فليك أيضاً على الحائز على جائزة نوبل مستقبلاً فيليب وارن أندرسون وفيلسوف العلوم توماس كون. أكملت روزنبلوث رسالتها بعنوان بعض جوانب الاسترخاء البارامغناطيسي في 1949 عن عمر يناهز 22 عاماً.

## حياتها المهنية
بعد الانتهاء من أطروحتها، فازت روزنبلوث بزمالة ما بعد الدكتوراه من هيئة الطاقة الذرية بجامعة ستانفورد والتي حضرتها قبل أن تنتقل إلى منصب موظفة في مختبر لوس ألاموس الوطني حيث ركزت أبحاثها على تطوير القنبلة الذرية والميكانيكا الإحصائية.
إلى جانب مارشال روزنبلوث، تحققت من الحسابات التحليلية لاختبار إيفي مايك باستخدام كمبيوتر (إس إي إيه سي) في المكتب الوطني للمعايير. بمجرد الانتهاء من مانياك 1 في لوس ألاموس، تعاونت مع نيكولاس متروبوليس ومارشال إن روزنبلوث وأوغستا إيتش. تيلر وإدوارد تيلر لتطوير أول خوارزمية مونتي كارلو من سلسلة ماركوف، لا سيما خوارزمية ميتروبوليس-هاستينغز النموذجية، في ورقة معادلة حسابات الحالة بواسطة آلات الحوسبة السريعة. طورت تطبيق الخوارزمية لأجهزة مانياك 1، مما جعلها أول شخص يطبق سلسلة ماركوف بطريقة مونتي كارلو.
على مدى السنوات القليلة التالية، طبقت روزنبلوث ومارشال الطريقة على دراسات جديدة للأنظمة الميكانيكية الإحصائية، بما في ذلك المجالات الصلبة ثلاثية الأبعاد وجزيئات لينارد جونز ثنائية الأبعاد وسلاسل جزيئية ثنائية وثلاثية الأبعاد.
بعد ولادة طفلها الأول، تركت روزنبلوث البحث لتركز على تربية أسرتها.

## حياتها الشخصية
أثناء وجودها في جامعة ستانفورد، التقت بالمارشال روزنبلوث وتزوجا في 26 يناير 1951. أنجبا أربعة أطفال قبل الطلاق في 1978.
في 1956 انتقلت من لوس ألاموس إلى سان دييغو، كاليفورنيا ثم برينستون، نيو جيرسي، قبل أن تستقر أخيراً في منطقة لوس أنجلوس الكبرى.

## وفاتها
توفيت روزنبلوث في 28 ديسمبر 2020 في منطقة لوس أنجلوس الكبرى بولاية كاليفورنيا بسبب مضاعفات كوفيد-19 أثناء جائحة كوفيد-19 في كاليفورنيا.